# دلتا هلدینگ
دلتا هلدینگ (انگلیسی: Delta Holding) شرکت هلدینگ صربستانی است، که در سال ۱۹۹۱ تأسیس شد.